# Тиски (фильм)
«Тиски» — российский драматический фильм режиссёра Валерия Тодоровского.
Фильм участвовал в основном конкурсе восемнадцатого «Кинотавра» (2007). Вышел в российский прокат 15 ноября 2007 года.

## Сюжет
Молодой диджей Денис Орлов (Максим Матвеев), работающий в ночном клубе провинциального города, должен несколько тысяч рублей за съём квартиры. Его друзья, Крот и Пуля, предлагают ему поучаствовать «в деле», которое поначалу выглядит как угон машины, а оказывается кражей наркотиков, которые были спрятаны в её кузове. Друзья пытаются продать их и попадают в засаду, а местный наркобарон Вернер (Фёдор Бондарчук) заставляет их распространять наркотики. Вернеру противостоит майор Дудайтис (Алексей Серебряков), он обещает посадить Вернера и безуспешно предлагает Денису сотрудничать с правоохранительными органами. Вернер назначает Дениса управляющим своего только что открытого ночного клуба. Отношения Дениса с его девушкой, Машей, портятся из-за того, что Денис стал вести скрытный образ жизни.
Знакомый троих друзей, Птица, предлагает Денису раскрутиться и продать ему большую партию наркотиков. После совершения сделки Денис обнаруживает, что при этом присутствовал Дудайтис, который продолжает убеждать Дениса сотрудничать с милицией: сперва пытается «сломать» его психологически, побив,[уточнить] а затем отвозит к героинозависимым детям, работающим проститутками за дозу. Этот аргумент действует, и Денис решает выйти из бизнеса, но вместо этого Дудайтис просит его стать лучшим дилером Вернера, чтобы завоевать его доверие. Сестра Вернера, Тая, влюбляется в Дениса, но тот её отталкивает.
Маша случайно узнаёт, что Денис торгует наркотиками и уезжает в Москву. Через несколько дней Пулю убивает за дозу один из постоянных клиентов-наркоманов, Денис тяжело это переживает. Тая начинает регулярно посещать Дениса, хотя тот и говорит ей, что не любит её. Однажды в доме у Дениса у неё начинается припадок, приехавший на звонок Вернер вкалывает ей седативное, а Дудайтис позже рассказывает, что конкуренты Вернера держали её в заложницах, что её психически травмировало. Вернер узнаёт, что Птица сотрудничает с Дудайтисом и заставляет Дениса убить его. Шокированный Денис приходит к Дудайтису, который рассказывает, что он сам был инъекционным наркоманом, который покупал героин у Вернера.
На сходке Хаджи и Вернера Крот узнаёт убийцу Пули и стреляет ему в голову. Это провоцирует перестрелку, в которой убивают большинство присутствовавших и ранят Вернера. Невредимый Денис уходит из здания на улицу и звонит Дудайтису, который едет к Вернеру, после чего возвращается к Денису и говорит: «Вот и всё», после чего стреляет себе в висок. Фильм заканчивается кадрами московского вокзала, куда из поезда выходят Денис и Тая.

## В ролях
| Актёр                | Роль                 |
| -------------------- | -------------------- |
| Максим Матвеев       | Денис Орлов          |
| Фёдор Бондарчук      | Игорь Вернер         |
| Алексей Серебряков   | майор Дудайтис       |
| Игорь Войнаровский   | Пуля                 |
| Антон Шагин          | Крот                 |
| Сергей Волобуев      | Ходжа                |
| Екатерина Вилкова    | Маша                 |
| Евгения Брик         | Тая (сестра Вернера) |
| Денис Баландин       | Амиго                |
| Сергей Пирняк        | Спиди                |
| Денис Ясик           | Птица                |
| Константин Балакирев | Кепка                |
| Олег Радченко        | Жига                 |
| Артём Шкрабак        | Вадик Скелет         |

## Съёмочная группа
- Сценаристы: Олег Маловичко, Валерий Тодоровский
- Режиссёр-постановщик: Валерий Тодоровский
- Оператор: Роман Васьянов
- Художник-постановщик: Владимир Гудилин
- Звукорежиссёр: Сергей Чупров

## Создание
Валерий Тодоровский занимался работой над фильмом «Стиляги», но ввиду долгой работы над саундтреком фильма, решил заняться другим проектом. Он выбрал сценарий молодёжного триллера, предназначавшегося для другого режиссёра, который от него отказался. В этой истории поднималась проблема наркомании, и работу над фильмом частично профинансировал Госнаркоконтроль России. Основные съёмки проходили летом 2006 года в Ростове-на-Дону и продолжались два месяца.